# Chloroclysta trivirgata
Chloroclysta trivirgata är en fjärilsart som beskrevs av Edward Alfred Cockayne 1953. Chloroclysta trivirgata ingår i släktet Chloroclysta och familjen mätare. Inga underarter finns listade i Catalogue of Life.